# Busto di Gabriele Fonseca
Il busto di Gabriele Fonseca è un ritratto scultoreo realizzato dallo scultore italiano Gian Lorenzo Bernini.

## Descrizione
Fu eseguito tra il 1668 e il 1674. Si trova nella parrocchia di San Lorenzo in Lucina a Roma, in Italia. Il soggetto ritratto, Gabriele Fonseca, era il medico (archiatra) di papa Innocenzo X. La scultura del defunto orna la cappella Fonseca.